# Celijakija
Celijakija je nepodnošljivost organizma na gluten - bjelančevinu koje ima u žitaricama: pšenici, raži, ječmu. Posljedica je tipična glutenska enteropatija koja se manifestira kod nekih osoba i izaziva teško oštećenje sluznice tankog crijeva, zbog čega je umanjena resorpcija hrane.

## Etiologija i patogeneza
Malapsorpcija u celijakiji je multifaktorne naravi, a nastaje zbog redukcije apsortivnoga područja i zbog nedostatne intraluminalne digestije. Celijakija je najčešći uzrok crijevne malapsorpcije u razvijenim zemljama, a oštećenje sluznice nastaje zbog izloženosti crijeva glutenu, glavnoj bjelančevini žitarica. Bolest se pojavljuje u bilo koje doba života, a pronađena je i obiteljska sklonost.

## Patologija
Najveće oštećenje crijevne sluznice je u području dvanaesnika jer je tamo izloženost glutenu najveća. Kod celijakije dolazi do subtotalne atrofije resica uz izduživanje crijevnih kripta. S vremenom se arhitektura crijevne sluznice potpuno naruši i više ona nije resičasta nego ravna. Crijevne stanice gube svoj cilindrični izgled i postaju kubični uz pseudostratifikaciju epitela. U lamini propriji se nalazi naglašeni upalni odgovor koji je posljedica infiltracije plazma stanicama klase IgM i IgA.

## Klinička slika
Celijakija se pojavljuje u bilo kojoj dobi, ali najčešće kod male djece i u razdoblju od tridesete do četrdesete godine života. Često se prezentira nespecifičnim simbolima kao što su umor ili malaksalost te simptomima ostalih bolesti tankog crijeva.
Celijakija se najčešće javlja kod dojenčadi kad dijete počne uzimati hranu koja sadrži gluten.
Najčešće vidljivi znakovi celijakije su:
- povraćanje,
- povećan trbuh,
- proljev,
- obilna sjajna i zaudarajuća stolica,
- mrzovoljnost,
- mlitava muskulatura,
- umor.

Kod djece starije dobi simptomi mogu još biti težina tijela ispod norme starosti i mala tjelesna visina.
Celijakija se može pojaviti i u odrasloj dobi. Vanjski znakovi bolesti često su skriveni iza raznih drugih bolesti koje nisu tipične za celijakiju. Osobe su slabokrvne, prisutna je bolest kostiju, problemi probavnog trakta, napinjanje i bolesti trbuha.

## Dijagnoza
Jedina sigurna pretraga koja dijagnosticira celijakiju sa sigurnošću je biopsija tankog crijeva. Po uzorku dijela tankog crijeva dokazano je da je sluznica karakteristično promijenjena: resice tankog crijeva nestanu, sluznica postane tanka, atrofična.
Celijakija je doživotna nepodnošljivost na gluten. Kod rijetkih primjera do ozdravljenja dođe u pubertetu. Najčešće su za celijakiju krivi geni daljih predaka. U skandinavskim zemljama celijakija je mnogo češća nego u Europi, a gotovo je nema u zemljama Azije i SAD-a.

## Liječenje
Liječi se tako da se provodi dijeta u kojoj je strogo isključen gluten iz prehrane i kod takve dijete dolazi do oporavka crijevnih resica. Komplikacije nastaju kada bolest koja je dobro odreagirala na bezglutensku dijetu prestane odgovarati na nju. U najvažnije komplikacije spadaju pojave novotvorina u tankome crijevu i izvan njega, a u odnosu na ostatak populacije češći su i T-stanični limfomi, pogotovo pri dugotrajnim bolestima.
Jedini lijek i prvo i osnovno pravilo kod celijakije je bezglutenska dijeta koja traje cijeli život. To znači da se iz prehrane izbacuju sve namirnice koje u sebi sadrže žitarice: pšenicu, raž, ječam. Najnovija istraživanja pokazuju da zob nije štetna za oboljele od celijakije.

### Nužnost držanja dijete
Ako bi se slučajno ili namjerno uzeo gluten, može biti da duže vrijeme (godinama) neće biti nikakvih znakova da organizam reagira na nedopuštene proizvode. To je tzv. pritajeni, tihi oblik celijakije. Mnogi ljudi koji nemaju izrazite poteškoće ne žele držati dijetu. Često se događa da roditelj misli kako je njegovo dijete ozdravilo. Ako nema reakcije organizma, to ne znači da se oboljeli može normalno hraniti!
Celijakija je doživotna nesnošljivost na gluten. I najmanja količina glutena djelovat će štetno. Dijeta je potrebna jer se neliječenoj celijakiji pridružuju razne bolesti koje je teže izliječiti, a nakon nekog vremena posljedica može biti kancerogeno oboljenje. Rak probave i maligni limfon je čest kod bolesnika s celijakijom koji bezglutenskoj dijeti ne posvećuju posebnu pozornost.
Dopuštena hrana za osobe s celijakijom:
- sve vrste voća: svježeg, kandiranog*, suhog
- vrste žitarica: riža, kukuruz, proso, heljda, soja, sezam
- sve vrste povrća uključujući krumpir, grahorice, rižu, leću, salate itd.
- sve vrste mesa, ribe, jaja
- mlijeko, margarin, vrhnje*, jogurt, sir*
- gljive
- šećer, čaj, crna kava, kakao, džem, med, pekmez*
- čisti sladoled, čista čokolada, kavovina
- škrob, uključujući i pšenični škrob
- ulje, ocat, papar, paprika, sol, kvasac, začini*
- označenim namirnicama pojedini proizvođači mogu dodati brašno

Zabranjena hrana za osobe s celijakijom:
- pšenica, raž, ječam i sve njihove prerađevine i proizvodi koji sadrže ove žitarice i u tragu
- pšenične klice, mekinje, krupica od nezrela žita
- sladno pivo, bijela kava, viski
- kupovni kruh od kukuruznog brašna (uvijek sadrži bijelo brašno)
- gotove juhe, gotova hrana, umaci, instant krumpir
- suhe smokve - bijeli prah na njima često je brašno
- suhomesnati proizvodi poput salama, kobasica, hrenovki, pašteta - pretežno sadrže brašno